# Saivo (Gällivare socken, Lappland, 750714-169827)
Saivo är en sjö i Gällivare kommun i Lappland och ingår i Kalixälvens huvudavrinningsområde. Sjön har en area på 0,238 kvadratkilometer och ligger 448 meter över havet. Saivo ligger i Kaitum fjällurskog Natura 2000-område. Sjön avvattnas av vattendraget Salmijoki.

## Delavrinningsområde
Saivo ingår i det delavrinningsområde (750677-169832) som SMHI kallar för Utloppet av Saivo. Medelhöjden är 461 meter över havet och ytan är 2,78 kvadratkilometer. Räknas de 3 avrinningsområdena uppströms in blir den ackumulerade arean 43,42 kvadratkilometer. Salmijoki som avvattnar avrinningsområdet har biflödesordning 4, vilket innebär att vattnet flödar genom totalt 4 vattendrag innan det når havet efter 348 kilometer. Avrinningsområdet består mestadels av skog (50 procent) och sankmarker (42 procent). Avrinningsområdet har 0,24 kvadratkilometer vattenytor vilket ger det en sjöprocent på 8,5 procent.